# Litsea hypophaea
Litsea hypophaea Hayata – gatunek rośliny z rodziny wawrzynowatych (Lauraceae Juss.). Występuje naturalnie na Tajwanie. 

## Morfologia
PokrójZimozielone drzewo. Młode pędy są owłosione.
LiścieNaprzemianległe. Mają kształt od odwrotnie jajowatego do odwrotnie jajowatego lancetowatego. Mierzą 3–9 cm długości oraz 1,5–3 cm szerokości. Są nagie. Nasada liścia jest klinowa. Blaszka liściowa jest o wąsko spiczastym wierzchołku. Ogonek liściowy jest owłosiony i dorasta do 3–6 mm długości.
KwiatySą niepozorne, jednopłciowe, zebrane po 4 w baldachy, rozwijają się w kątach pędów. Okwiat jest zbudowany z 6 listków o owalnym lub odwrotnie jajowatym kształcie. Kwiaty męskie mają 9 owłosionych pręcików.
OwoceMają elipsoidalny kształt, osiągają 8 mm długości i 5 mm szerokości.

## Biologia i ekologia
Roślina dwupienna. Rośnie w wiecznie zielonych lasach. Kwitnie w październiku.